# Roggebotsluis (gehucht)
Roggebotsluis is een gehucht in de Nederlandse gemeente Dronten (provincie Flevoland). Het ligt tussen de plaatsen Dronten en Kampen (provincie Overijssel) in. Tegenwoordig bestaat het uit vier sluiswachterswoningen, een asielzoekerscentrum, een restaurant en een schutsluis voor scheepvaart. Vlakbij liggen de Roggebotsluis, waar de plek zijn naam aan ontleent, en de Drontermeertunnel, een onderdeel van de Hanzelijn, de spoorverbinding tussen Lelystad en Zwolle.
Nabij de sluis was na de drooglegging vanaf 1958 tijdelijke behuizing gevestigd voor werkers in de Oostelijke Flevopolder. Tot 1966 woonden er in totaal tachtig gezinnen in houten barakken. Hierna werd het terrein in gebruik genomen door vakantiepark "Het Anker". Sinds 1994 is er een asielzoekerscentrum van het Centraal Orgaan opvang asielzoekers. Aan de Overijsselse kant van de sluis, in de gemeente Kampen, liggen de jachthaven Roggebotsluis en de camping Roggebotsluis.

## Boswachterij
Nabij Roggebotsluis bevindt zich de boswachterij van Staatsbosbeheer Het Roggebotzand. Na drooglegging van Oostelijk Flevoland werd een 750 hectare grote, voor de landbouw minder geschikte voormalige zandbank, genaamd de Roggebot, vanaf 1958 beplant met naaldhout en populieren ten behoeve van de houtproductie. Anno 2012 vormt deze samen met het even grote Reve-Abbertbos een natuurgebied, dat zich meer veelzijdig begint te ontwikkelen als gevolg van het deels vervangen van naald- door loofbomen en het aanleggen van waterpartijen en bosweides. Sinds 2012 broedt er jaarlijks een paartje zeearenden.
Op de boswachterij bevindt zich het Ontariobos, dat in 1958 werd geschonken door de horticulturele vereniging van de Canadese provincie Ontario. Ook is hier het Wilhelminabos. In dit gedachtenisbos werden van 2000 - 2015 in totaal 25.000 bomen geplant door nabestaanden van mensen die zijn overleden aan kanker.